# Casa Europa

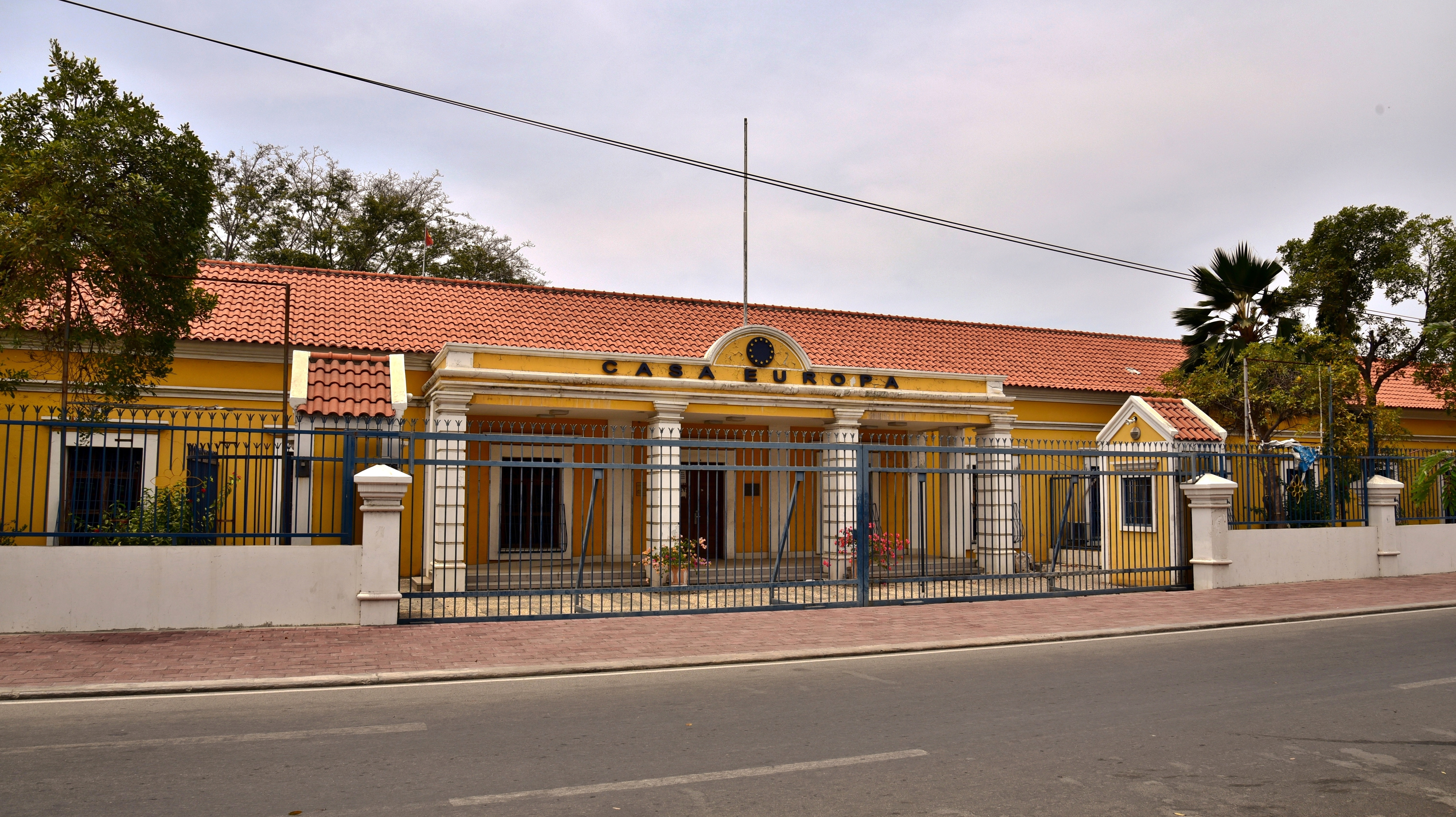
Front des Casa Europas

Das Casa Europa (deutsch Europahaus) ist ein historisches Gebäude im Stadtteil Bidau Lecidere der osttimoresischen Landeshauptstadt Dili. In ihm sind die Büros der Agencia Española de Cooperación Internacional para el Desarrollo (AECID) und des Bureau de la Coopération Française de l’Ambassade de France. Die zuvor im Casa Europa befindliche Vertretung der Europäischen Union mit den Büros der Delegation der Europäischen Union ist nun im Palm Business & Trade Centre in Fatumeta (Aldeia Rainain).
Im Casa Europa finden regelmäßig öffentliche Veranstaltungen statt, wie Ausstellungen, Seminare und Filmvorführungen.

## Geschichte

Die Südseite der Tranqueira (1910)

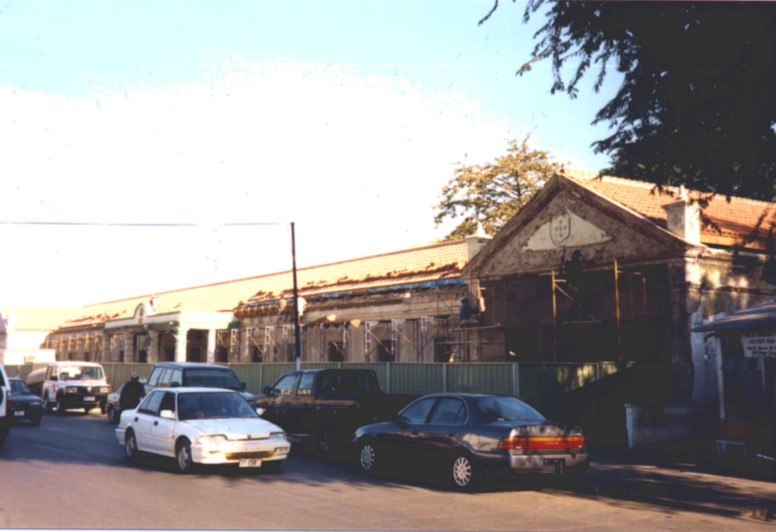
Die Tranqueira im Juni 2002 während der Renovierung (Südseite)

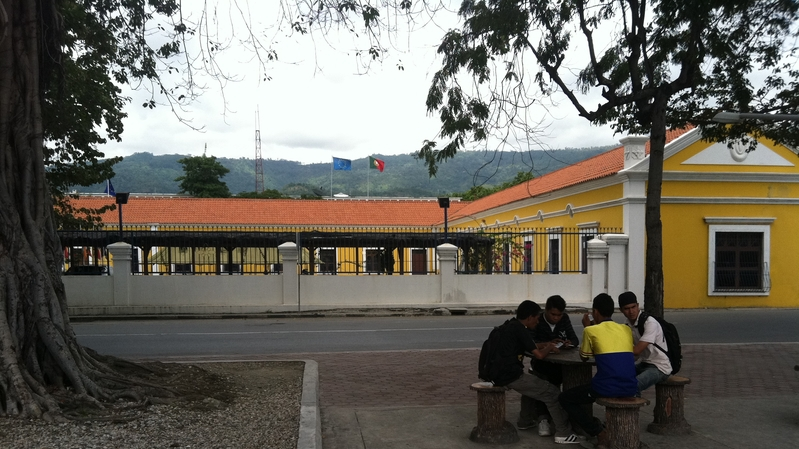
Das Casa Europa (Nordseite)

Das Gebäude ist die ehemalige Tranqueira, beziehungsweise Quartel Infantaria (Infanteriebaracke) der alten portugiesischen Festung Dilis aus dem Jahr 1769, dem Forte de Nossa Senhora da Conceição. Das Lagerhaus selbst wurde ab 1871 errichtet und ist damit Dilis ältestes Gebäude. Mit zwei Flügeln umschließt es einen kleinen Vorplatz, der zur Bucht von Dili hin geöffnet ist. Hier führt die Avenida Marginal am Casa Europa vorbei, an der Südseite die Rua 30 de Agosto. An der Westseite führt die Avenida Xavier do Amaral (ehemals Avenida Bispo Medeiros) vorbei. Der überdachte Eingang mit vier Säulen befindet sich auf der Südseite. Ab 1895 diente die Tranqueira als Baracke der portugiesischen Infanterie, nach dem Zweiten Weltkrieg der Artillerie und in den 1960ern gehörte es der Companhia de Intendência, dem Quartiermeister. Nach der Invasion 1974 übernahm das indonesische Militär das Gebäude.
Zwischen 2000 und 2002 erfolgte unter Leitung der Weltbank eine erste Renovierung des stark in Mitleidenschaft gezogenen Gebäudes. Hauptsponsoren waren die Europäische Kommission und die Europäische Union. Unter dem Namen Uma Fukun diente es mit einem dunkelrot-weißen Anstrich als Osttimoresisches Kulturzentrum. Ein Uma Fukun ist ein Haus der Geheimnisse, das sich traditionell in timoresischen Dörfern befindet. Es steht in enger Verbindung mit den alten animistischen Traditionen.
Am 24. November 2007 übergab Staatspräsident José Ramos-Horta das Gebäude an die Europäische Kommission und es erhielt den Namen Casa Europa. Am 24. November 2008 wurde die nach einer erneuten Renovierung nun gelb-weiße Vertretung der Europäischen Union von Präsident Ramos-Horta und dem europäischen Kommissar für Entwicklung und humanitäre Hilfe Louis Michel offiziell eingeweiht.